# Iugoslàvia
|  | Per a altres significats, vegeu «Iugoslàvia (desambiguació)». |

Iugoslàvia (en croat, serbi i eslovè: Jugoslavija; en macedònic i serbi ciríl·lic: Југославија) és un terme que descriu genèricament diverses entitats polítiques que existiren successivament a la part occidental de la península Balcànica d'Europa, durant la majoria del segle xx.
El primer país a ser conegut amb aquest nom fou el Regne de Iugoslàvia, que abans del 3 d'octubre del 1929 es coneixia com a Regne dels Serbis, Croats i Eslovens. Aquest s'havia establert l'1 de desembre del 1918 a través de la unió de l'Estat dels Eslovens, Croats i Serbis i el Regne de Sèrbia (al qual el Regne de Montenegro s'havia unit el 13 de novembre del 1918). El Regne de Iugoslàvia fou envaït per les potències de l'Eix el 1941 i, a causa dels esdeveniments posteriors, fou oficialment abolit entre el 1943 i el 1945.
Després del triomf de les forces aliades i partisanes a la Segona Guerra Mundial, el territori rebé les denominacions de República Democràtica Federal de Iugoslàvia el 1945 i República Federal Popular de Iugoslàvia el 1946. El 1963 passà a dir-se República Federal Socialista de Iugoslàvia (RFSI), que fou l'estat iugoslau de major durada.
Aquest estat estava compost per sis Repúbliques Socialistes i dues províncies autònomes: la República Socialista de Bòsnia i Hercegovina, la República Socialista de Croàcia, la República Socialista d'Eslovènia, la República Socialista de Macedònia, la República Socialista de Montenegro i la República Socialista de Sèrbia (que incloïa les províncies autònomes de Vojvodina i Kosovo i Metohija).
A partir del 1991, la República Socialista Federativa es desintegrà a causa de la guerra dels Balcans que seguí la secessió de la majoria d'entitats constitutives del país. El següent estat anomenat Iugoslàvia, la República Federal de Iugoslàvia, ja amb diferent composició geogràfica, existí fins al 2003, en què passà a denominar-se Sèrbia i Montenegro.

## Història
Els primers assentaments dels pobles eslaus a la península Balcànica es remunten cap a mitjans del segle vi i començaments del VII, i foren adoptant la seva denominació històrica: "eslaus del sud" o "sud-eslaus". Des d'abans de la seva arribada a la península estigueren sotmesos a la persecució i la dominació dels varegs, dels alamans, l'ègida de l'Imperi Romà d'Orient, els venecians, els francs, els búlgars, els otomans i els austríacs (durant el regnat dels Habsburg). Més tard, foren sotmesos a l'Imperi Austrohongarès i, posteriorment, als designis de les potències de l'Eix encapçalades per l'Alemanya nazi.

## Sèrbia i el moviment paneslavista
La progressiva desaparició del poder otomà a Europa, així com els resultats de les guerres dels Balcans de (1912-1913), amb el seu desenllaç favorable a Sèrbia, contribuïren de forma decisiva a augmentar el sentiment paneslavista dels pobles d'aquesta regió, per tal de superar les divisions polítiques i religioses existents entre ells, basant-se en la pertinença a un grup ètnic comú .
La creació del nou estat sorgeix a partir de la unió dels regnes de Sèrbia i de Montenegro (ambdós independitzats de l'Imperi Otomà al segle XIX) i als que s'incorpora una quantitat substancial del territori que antigament formà part de l'Imperi Austrohongarès.
Aquestes àrees, anteriorment austrohongareses que formaren part del nou regne, incloïen Croàcia, Eslovènia i Vojvodina de la part hongaresa de l'imperi; Carniola (regió eslovena), part d'Estíria i la majoria de Dalmàcia del costat austríac, a més de la província de Bòsnia i Hercegovina.
- Un plebiscit es dugué a terme en la província de Caríntia, la qual optà per seguir a Àustria.
- La ciutat portuària dàlmata de Zadar i unes quantes illes de la mar Adriàtica foren atorgades al Regne d'Itàlia.
- La ciutat de Rijeka fou declarada ciutat lliure, però aviat fou ocupada i annexada el 1924 per Itàlia.

Tanmateix, les tensions a la frontera amb Itàlia continuaren car, d'una banda, aquell país reclamà més àrees de la costa dàlmata i, per un altre, Àustria adduí tenir drets sobre la península d'Ístria, territori part de l'antiga província costanera d'aquell país que havia sigut annexada a Itàlia, però que contenia una població considerable de croats, eslovens i italians.

## La Iugoslàvia monàrquica
Després de la derrota dels imperis centrals a la Primera Guerra Mundial, es formà el 1918 el Regne dels Serbis, Croats i Eslovens. Com a compromís i per consolidar el seu caràcter multicultural, el nom de la nació fou reconegut en cada llengua i grafia:
- Croat: Kraljevina Srba, Hrvata i Slovenaca.
- Serbi: Краљевина Срба, Хрвата и Словенаца.
- Eslovè: Kraljevina Srbov, Hrvatov in Slovencev.
- Macedònic: Кралство на Србите, Хрватите и Словенците.

El regne es proclamà oficialment l'1 de desembre del 1918, amb la dinastia sèrbia Karađorđević al tron i Alexandre I (fill de Pere I, Rei de Sèrbia) com a primer rei i, després del tractat del Trianon, foren annexats oficialment els territoris de Croàcia i del nord de l'actual Sèrbia, els quals havien format part del Regne d'Hongria durant més de nou-cents anys. A causa de la mala salut del rei serbi, el seu fill Alexandre s'ocupà des del principi del govern del país en qualitat de regent. El regne fou anomenat Iugoslàvia (literalment, «Terra dels eslaus del Sud o Eslàvia del Sud», expressió composta de dues paraules de l'idioma serbi, Yug - «Sud» i Slavija - «Terra d'eslaus».) 

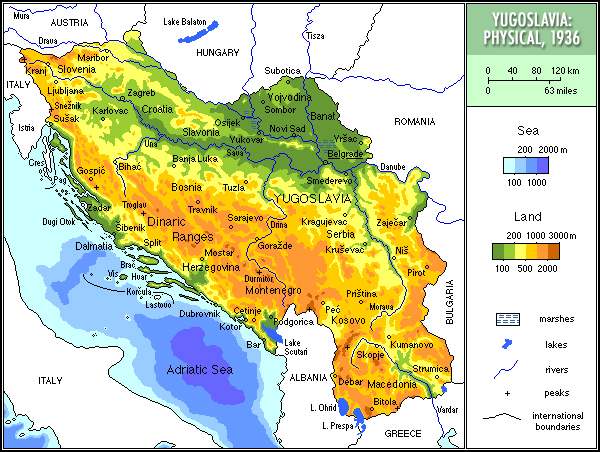
Regne de Iugoslàvia (1929-1941)

El nou Govern intentà cohesionar el país políticament i econòmica, tasca difícil a causa de la gran diversitat de nacionalitats i religions al nou estat i les grans diferències entre elles quant al desenvolupament econòmic.
Les tensions entre el creixent nacionalisme serbi i la resta de les nacionalitats del país esclatà el 1928 amb l'assassinat al parlament de Stjepan Radić, líder del Partit Camperol Croat, crim del qual s'acusà un diputat montenegrí.
Això dugué el rei a clausurar, a principis del 1929, el parlament i a assumir el govern del país d'una manera dictatorial, canviant el nom de l'estat a "Regne de Iugoslàvia", decretant una nova organització territorial al marge de les nacionalitats històriques, pretenent pel regne una visió geopolítica de la Gran Sèrbia, com a eix predominant a la regió.
Tanmateix, això només reanimà les tensions. El 1934, un guerriller macedoni assassinà el rei Alexandre I i el ministre d'afers exteriors francès a Marsella, en concomitància amb les faccions croates a l'exili. Li succeí al tron el seu fill Pere II, que per raons d'edat no exercí control sobre el país.

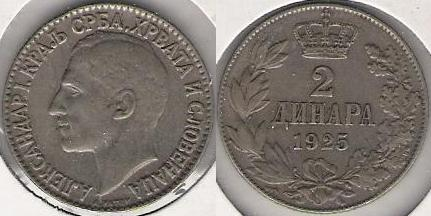
Alexandre I, rei dels serbis, croats i eslovens, diu la llegenda d'aquesta moneda de dos dinars.

El príncep Pau exercí el govern del país fins que, a principis del 1941, un cop d'estat contra la seva política proalemanya (adhesió del govern iugoslau al Pacte Tripartit) dugué al tron de manera anticipada Pere II.
Aquest cop contra l'alineació proalemanya del Govern comptà amb suficient suport popular per legitimar-lo, però suposà un repte pel Tercer Reich. Adolf Hitler decidí aleshores executar operacions militars per prendre el control de Iugoslàvia i, fins a cert punt, preparar el terreny per la invasió de la Unió Soviètica.
Així, es pot dir que el Regne de Iugoslàvia deixà d'existir de facto quan el 6 d'abril del 1941 l'Alemanya nazi bombardejà Belgrad i en les setmanes següents el país es veié envaït per tropes d'Alemanya, Itàlia, Bulgària, Hongria i Romania, i repartit entre ells.
El rei i el govern fugiren a Londres, on donaren prolongació formal i legal al país fins a la victòria aliada el 1945. En lloc seu, els països de l'Eix crearen l'Estat Independent de Croàcia, l'Estat Independent de Montenegro i l'Estat Independent de Sèrbia, conegut com a Sèrbia de Nedić.

## La Iugoslàvia socialista
Després d'una guerra acarnissada en la qual morí quelcom més del 10 per cent de la població del país, els victoriosos partisans de Tito organitzaren la refundació del país, gestant una nova Iugoslàvia socialista.
L'organització territorial del país seguí a grans línies el que acordaren les forces de resistència a l'Eix durant la guerra en diverses reunions, de manera especial el que va estipular el Consell Antifeixista d'Alliberament Nacional de Iugoslàvia a Jajce (1943). El 31 de gener del 1946, la nova constitució de l'RFS de Iugoslàvia establí les sis repúbliques constituents (Bòsnia, Croàcia, Eslovènia, Macedònia, Montenegro i Sèrbia.)
D'aquesta manera, i després d'una temptativa fallida de col·laboració amb el govern monàrquic de l'exili, el 1945 es proclama la República Democràtica Federal de Iugoslàvia. El primer president fou Ivan Ribar, i es nomenà com a Primer Ministre el líder partisà Josip Broz Tito.
El 29 de novembre del 1946, la República Democràtica Federal de Iugoslàvia fou restablerta com a estat socialista, donant pas a modificacions en l'ordre constitucional del país. Rebé el nom de República Federativa Popular de Iugoslàvia, accentuant encara més el caràcter socialista del país i introduint el sistema socioeconòmic del socialisme autogestionari, que es percebé en general com una tercera via alternativa tant al dels Estats Units com al de l'URSS.
El 1953, Tito fou elegit president i posteriorment, el 1963, fou declarat president vitalici. Finalment, el 1963 el país adoptà el nom de República Federativa Socialista de Iugoslàvia (RFSI), al capdavall el de major longevitat i el de major publicitat.
Fou aquesta Iugoslàvia un estat socialista europeu format per les repúbliques socialistes de Bòsnia i Hercegovina, Croàcia, Eslovènia, Macedònia, Montenegro i Sèrbia. El caràcter federal i socialista de l'estat iugoslau quedà consignat en la Constitució Iugoslava del 1974, que reforçà altament el poder d'autogestió de les repúbliques (i, fins i tot, les províncies sèrbies) que el componien.
Josip Broz Tito, líder del país, trencà amb Moscou des de la seva arribada al poder. Es negà a brindar ajuda a la guerrilla comunista grega i intentà crear una federació socialista balcànica, provocant el distanciament amb l'URSS i els països de la seva òrbita. Fou dur crític de les intervencions soviètiques a Hongria, Txecoslovàquia i l'Afganistan.
Iugoslàvia, a diferència d'altres països socialistes d'Europa, elegí un curs independent de l'URSS i no fou membre del pacte de Varsòvia ni de l'OTAN. Fou un dels països impulsors del Moviment de Països No Alineats l'any 1956.
Després de la mort de Tito el 1980, i en mig d'una crisi econòmica, les tensions entre els pobles del país creixeren. Després de l'ascens de partits nacionalistes al poder a Sèrbia, dues de les seves repúbliques constituents (Eslovènia i Croàcia) declararen la independència el 1991, seguides per Macedònia i Bòsnia l'any següent, no sense resistència per part de Sèrbia. El 1991 la tensió entre les diferents repúbliques derivà en el sanguinolent conflicte conegut com a guerra de Iugoslàvia.

### Organització política i administrativa
| Internament, l'estat es dividí en sis repúbliques socialistes i dues províncies socialistes autònomes, part de la República Socialista de Sèrbia. La capital federal era Belgrad. Les repúbliques i províncies eren: - RS d'Eslovènia, amb capital a Ljubljana. - RS de Croàcia, amb capital a Zagreb. - RS de Bòsnia i Hercegovina, amb capital a Sarajevo. - RS de Macedònia, amb capital a Skopje. - RS de Sèrbia, amb capital a Belgrad. Incloïa: - PAS de Kosovo amb capital a Pristina. - PAS de Voivodina amb capital a Novi Sad. - RS de Montenegro, amb capital a Titograd. | RS d'Eslovènia RS de Croàcia RS de · Bòsnia i Hercegovina RS de · Montenegro RS de Macedònia RS de Sèrbia PSA · de Voivodina PSA · de Kosovo |

## L'"última" Iugoslàvia
Les repúbliques que decidiren romandre en la federació reemplaçaren el 1992 la República Federativa Socialista de Iugoslàvia per la nova República Federal de Iugoslàvia, integrada ja només per Montenegro i Sèrbia, abandonant també el sistema socialista. La minoria ètnica albanesa del sud de Sèrbia fou també font de tensió i, davant els enfrontaments de l'exèrcit iugoslau amb la guerrilla kosovar així com després del bombardeig de l'OTAN a la República Federal de Iugoslàvia, a partir del 1999 l'ONU es feu càrrec, de forma temporal, del territori kosovar. Després de l'aprovació i promulgació de la Carta Constitucional de Sèrbia i Montenegro per l'Assemblea de la República Federal de Iugoslàvia el 4 de febrer del 2003, la República Federal de Iugoslàvia passà a ser la unió d'estat de Sèrbia i Montenegro.

## Països actuals

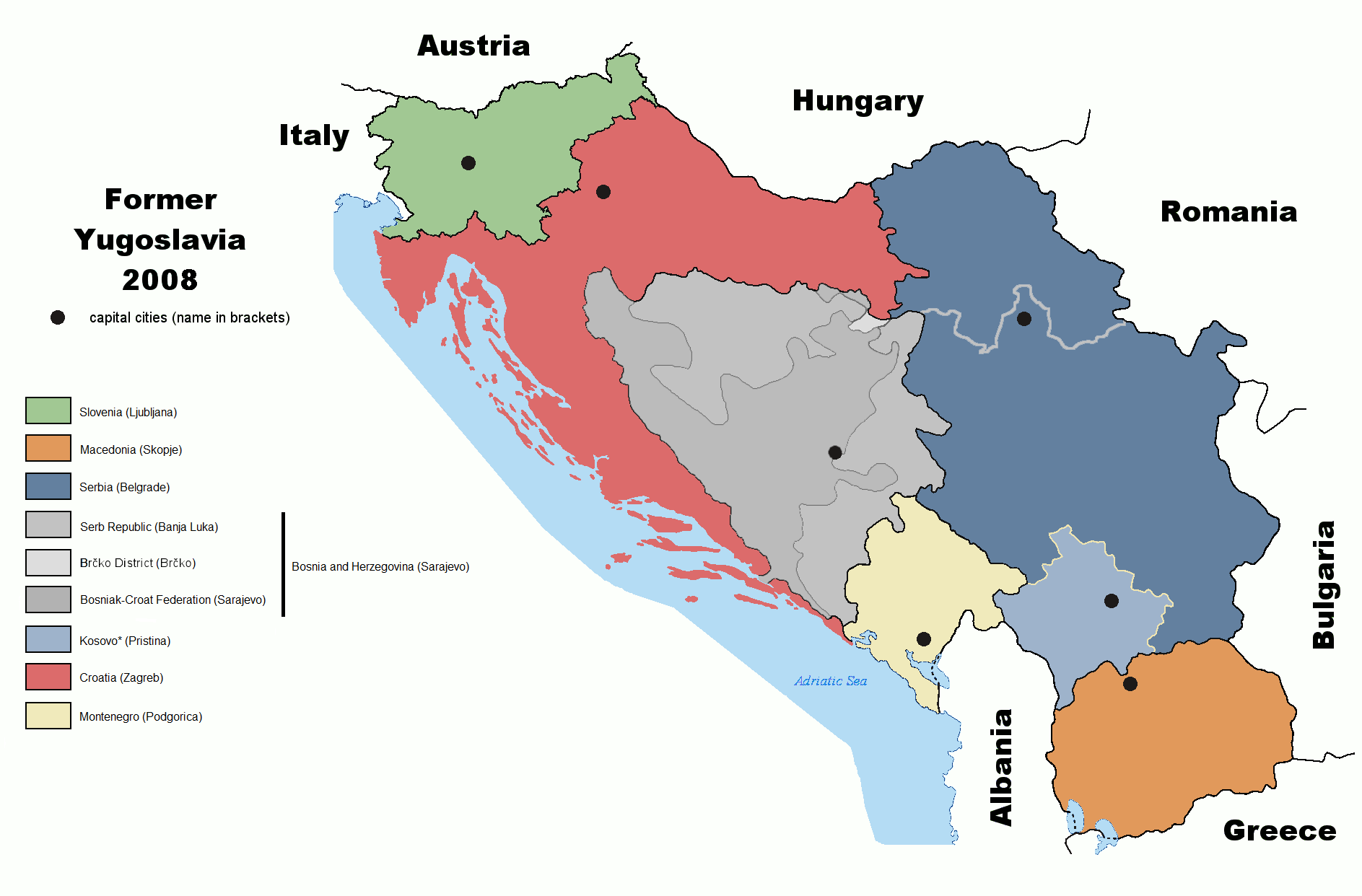
Mapa de la República Federal Socialista de Iugoslàvia, amb els estats moderns ressaltats.

L'antic territori de Iugoslàvia actualment està distribuït entre sis estats sobirans:
- Bòsnia i Hercegovina
- Croàcia
- Eslovènia
- Macedònia del Nord
- Montenegro
- Sèrbia

-  Kosovo: territori en disputa entre Sèrbia i l'autodenominada República de Kosovo. Actualment Kosovo és reconegut com a estat per 92 dels 193 membres de les Nacions Unides.